# Miara zależności
Miara zależności – jest to statystyczna miara określająca siłę i kierunek związku pomiędzy dwiema zmiennymi losowymi lub dwiema cechami w populacji lub w próbie. Przykładami wykorzystywanych w statystyce miar zależności są:
- współczynnik korelacji liniowej Pearsona,
- współczynnik korelacji rang Spearmana,
- współczynnik korelacji dwuseryjnej,
- współczynnik korelacji rangowo-dwuseryjnej,
- współczynnik korelacji tetrachorycznej,
- współczynnik korelacji punktowo-dwuseryjnej,
- współczynnik korelacji odległościowej,
- d Cohena/g Hedgesa,
- współczynnik fi,
- statystyka J Youdena,
- współczynnik kontyngencyjny,
- stosunek korelacyjny eta,
- korelacja wielokrotna,
- korelacja cząstkowa,
- korelacja semicząstkowa,
- tau Kendalla,
- współczynnik gamma,
- współczynnik Q Yule’a,
- współczynnik koligacji Y Yule’a,
- D Somersa,
- AUC (pole pod krzywą ROC),
- współczynnik V Craméra,
- współczynnik lambda,
- współczynnik T-Czuprowa,
- informacja wzajemna,
- współczynnik niepewności (U Theila).

To, jakiego typu miary zależności można użyć, zależy od skali pomiarowej, na jakiej zmierzono daną zmienną:
| Zmienna                                    | Liczbowa                                    | Porządkowa                                                                                | Nominalna                                                                                       | Dychotomiczna |
| Liczbowa (skala ilorazowa lub interwałowa) | korelacja Pearsona, korelacja odległościowa | korelacja Spearmana, tau Kendalla                                                         | stosunek korelacyjny eta/eta-kwadrat                                                            | korelacja dwuseryjna, korelacja punktowo-dwuseryjna, d Cohena/g Hedgesa |
| Porządkowa                                 |                                             | korelacja Spearmana, tau Kendalla, korelacja polichoryczna, współczynnik gamma, D Somersa | współczynnik V Craméra, współczynnik kontyngencji, współczynnik lambda, współczynnik T-Czuprowa | korelacja rangowo-dwuseryjna, AUC (pole pod krzywą ROC), D Somersa, korelacja polichoryczna                                                                                     |
| Nominalna                                  |                                             |                                                                                           | współczynnik V Craméra, współczynnik kontyngencji, współczynnik lambda, współczynnik T-Czuprowa | współczynnik V Craméra, współczynnik kontyngencji, współczynnik lambda, współczynnik T-Czuprowa                                                                                 |
| Dychotomiczna                              |                                             |                                                                                           |                                                                                                 | współczynnik fi/MCC, korelacja tetrachoryczna, współczynnik Q Yule’a, współczynnik koligacji Y Yule’a, iloraz szans, statystyka J Youdena, inne miary oparte na tablicy pomyłek |